# Anisodes lyciscaria
Anisodes lyciscaria là một loài bướm đêm trong họ Geometridae.